# Coincourt
Coincourt est une commune française située dans le département de Meurthe-et-Moselle en région Grand Est.

## Géographie
Le territoire de la commune est limitrophe de ceux de six communes :
| Réchicourt-la-Petite | Bezange-la-Petite | Moncourt  |
|                      | Coincourt         | Xures     |
| Parroy               |                   | Mouacourt |

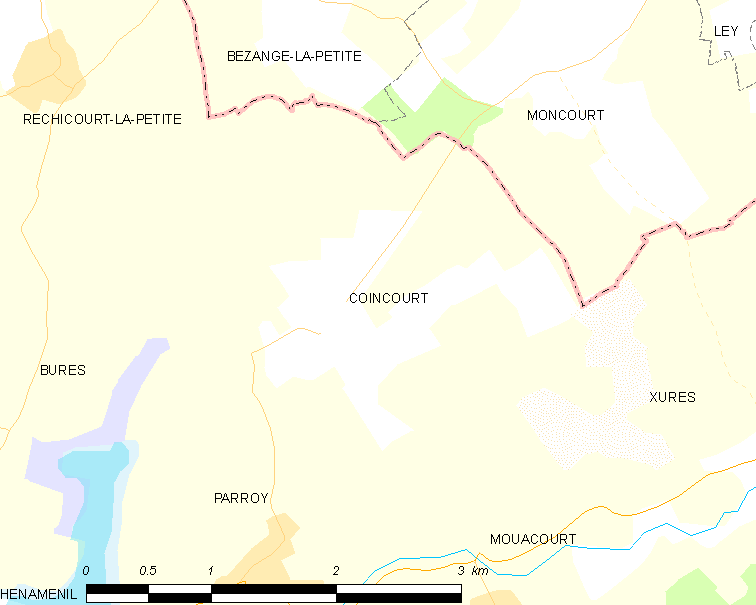
Carte de la commune.
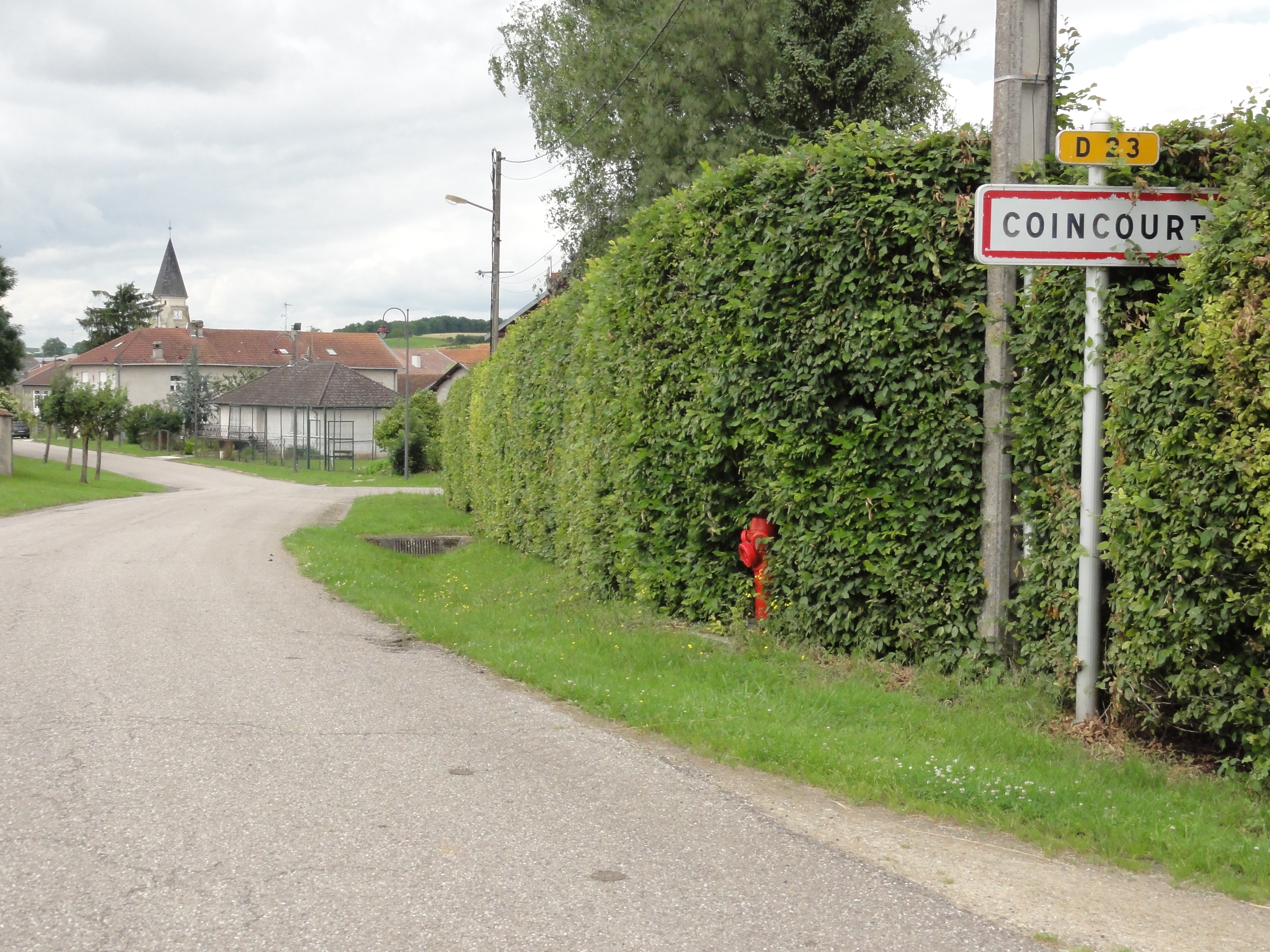
Entrée de Coincourt.

### Hydrographie
La commune est dans le bassin versant du Rhin au sein du bassin Rhin-Meuse. Elle est drainée par le ruisseau de Nallauchamp, le ruisseau des Allemands, le ruisseau des Trobes, le ruisseau du Moulin et le ruisseau le Ru Court,.

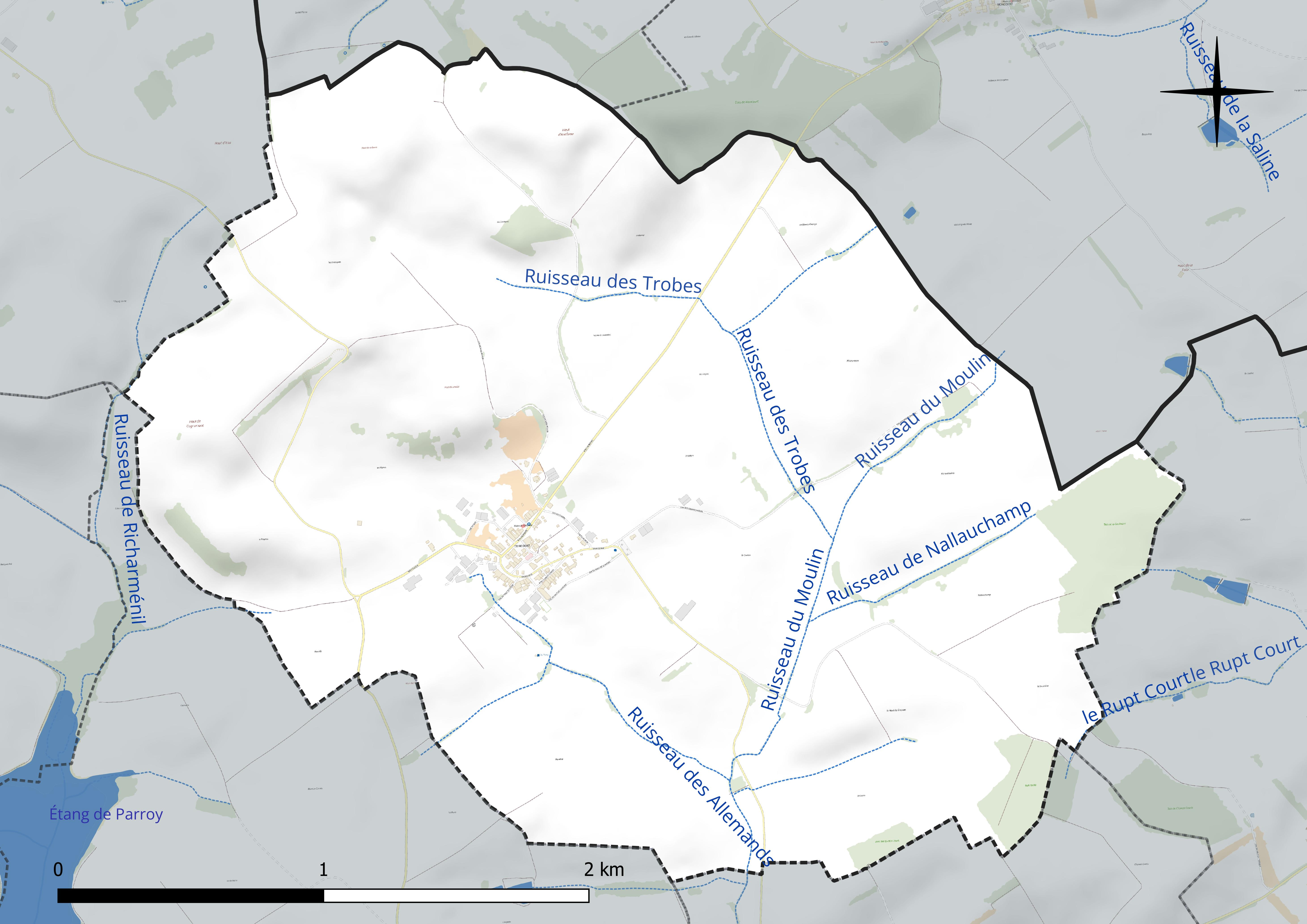
Réseau hydrographique de Coincourt.

### Climat
Pour des articles plus généraux, voir Climat du Grand Est et Climat de Meurthe-et-Moselle.
En 2010, le climat de la commune est de type climat des marges montargnardes, selon une étude du Centre national de la recherche scientifique s'appuyant sur une série de données couvrant la période 1971-2000. En 2020, Météo-France publie une typologie des climats de la France métropolitaine dans laquelle la commune est exposée à un climat semi-continental et est dans la région climatique  Lorraine, plateau de Langres, Morvan, caractérisée par un hiver rude (1,5 °C), des vents modérés et des brouillards fréquents en automne et hiver. 
Pour la période 1971-2000, la température annuelle moyenne est de 9,8 °C, avec une amplitude thermique annuelle de 17 °C. Le cumul annuel moyen de précipitations est de 874 mm, avec 11,9 jours de précipitations en janvier et 9,5 jours en juillet. Pour la période 1991-2020, la température moyenne annuelle observée sur la station météorologique de Météo-France la plus proche, « Rodalbe », sur la commune de Rodalbe à 24 km à vol d'oiseau, est de 10,6 °C et le cumul annuel moyen de précipitations est de 737,2 mm. 
La température maximale relevée sur cette station est de 38,7 °C, atteinte le 24 juillet 2019 ; la température minimale est de −18,1 °C, atteinte le 26 décembre 2010,,. 
Les paramètres climatiques de la commune ont été estimés pour le milieu du siècle (2041-2070) selon différents scénarios d'émission de gaz à effet de serre à partir des nouvelles projections climatiques de référence DRIAS-2020. Ils sont consultables sur un site dédié publié par Météo-France en novembre 2022.

## Urbanisme

### Typologie
Au 1er janvier 2024, Coincourt est catégorisée commune rurale à habitat dispersé, selon la nouvelle grille communale de densité à sept niveaux définie par l'Insee en 2022.
Elle est située hors unité urbaine et hors attraction des villes,.

### Occupation des sols
L'occupation des sols de la commune, telle qu'elle ressort de la base de données européenne d’occupation biophysique des sols Corine Land Cover (CLC), est marquée par l'importance des territoires agricoles (99,9 % en 2018), une proportion identique à celle de 1990 (99,9 %). La répartition détaillée en 2018 est la suivante : terres arables (73,5 %), prairies (21,2 %), zones agricoles hétérogènes (5,2 %), forêts (0,1 %). L'évolution de l’occupation des sols de la commune et de ses infrastructures peut être observée sur les différentes représentations cartographiques du territoire : la carte de Cassini (XVIIIe siècle), la carte d'état-major (1820-1866) et les cartes ou photos aériennes de l'IGN pour la période actuelle (1950 à aujourd'hui).

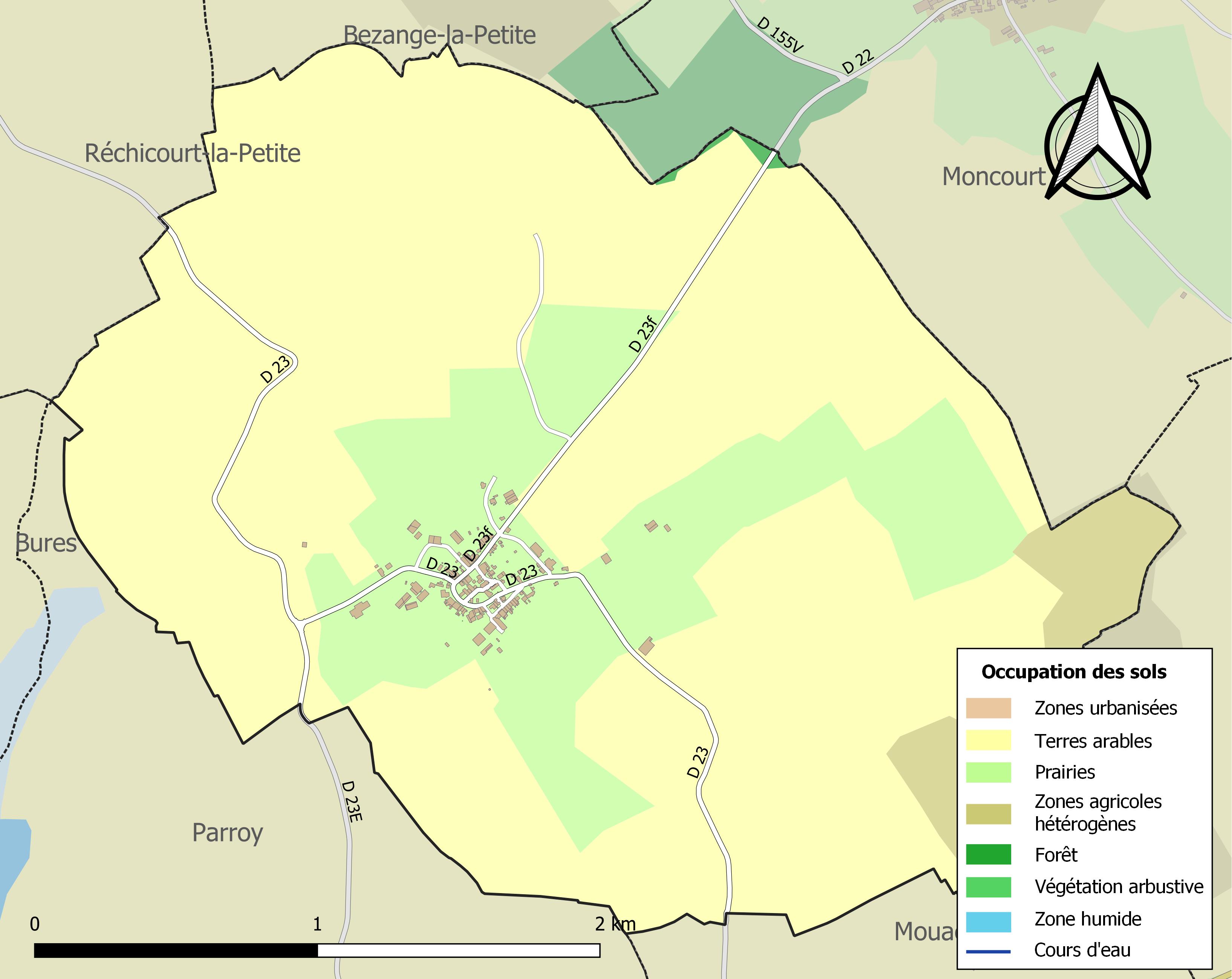
Carte des infrastructures et de l'occupation des sols de la commune en 2018 (CLC).

## Toponymie
Le nom de la localité est attesté sous les formes Concourt (1502), Coencourt (1521), Coaincourt (1522).

## Histoire
- Présences gallo-romaine et mérovingienne.
- Villages dévastés en 1914.

Avant 1871, cette commune faisait partie du canton de Vic-sur-Seille. Après le traité de Francfort, elle a intégré le nouveau canton d'Arracourt avec les huit autres communes restées françaises. Coincourt a été rattachée à  Parroy entre le 1er janvier 1973 et le 1er janvier 1987.

## Politique et administration
| Période                                  | Période                   | Identité                                      | Étiquette | Qualité                             |
| ---------------------------------------- | ------------------------- | --------------------------------------------- | --------- | ----------------------------------- |
| Les données manquantes sont à compléter. |                           |                                               |           |                                     |
| avant 1995                               | ?                         | Jean-Paul Castet                              | DVD       |                                     |
| mars 2001                                | En cours (au 28 mai 2020) | Pascal Pierre, Réélu pour le mandat 2020-2026 |           | Agriculteur sur grande exploitation |

## Population et société

### Démographie
L'évolution du nombre d'habitants est connue à travers les recensements de la population effectués dans la commune depuis 1793. Pour les communes de moins de 10 000 habitants, une enquête de recensement portant sur toute la population est réalisée tous les cinq ans, les populations de référence des années intermédiaires étant quant à elles estimées par interpolation ou extrapolation. Pour la commune, le premier recensement exhaustif entrant dans le cadre du nouveau dispositif a été réalisé en 2008.

En 2022, la commune comptait 121 habitants, en évolution de −9,02 % par rapport à 2016 (Meurthe-et-Moselle : −0,13 %, France hors Mayotte : +2,11 %).
| 1793 | 1800 | 1806 | 1821 | 1831 | 1836 | 1841 | 1846 | 1851 |
| ---- | ---- | ---- | ---- | ---- | ---- | ---- | ---- | ---- |
| 380  | 407  | 456  | 471  | 502  | 539  | 511  | 479  | 486  |

| 1856 | 1861 | 1872 | 1876 | 1881 | 1886 | 1891 | 1896 | 1901 |
| ---- | ---- | ---- | ---- | ---- | ---- | ---- | ---- | ---- |
| 458  | 431  | 466  | 446  | 397  | 389  | 386  | 354  | 344  |

| 1906 | 1911 | 1921 | 1926 | 1931 | 1936 | 1946 | 1954 | 1962 |
| ---- | ---- | ---- | ---- | ---- | ---- | ---- | ---- | ---- |
| 325  | 293  | 247  | 213  | 193  | 194  | 185  | 207  | 188  |

| 1968 | 1990 | 1999 | 2006 | 2008 | 2013 | 2018 | 2022 | - |
| ---- | ---- | ---- | ---- | ---- | ---- | ---- | ---- | - |
| 177  | 118  | 114  | 139  | 146  | 141  | 122  | 121  | - |

## Culture locale et patrimoine

### Lieux et monuments
- Église Saint-Dié XVe siècle, partiellement reconstruite après 1918.
- Monument aux morts.
- Gayoir.
- Blockhaus allemand.

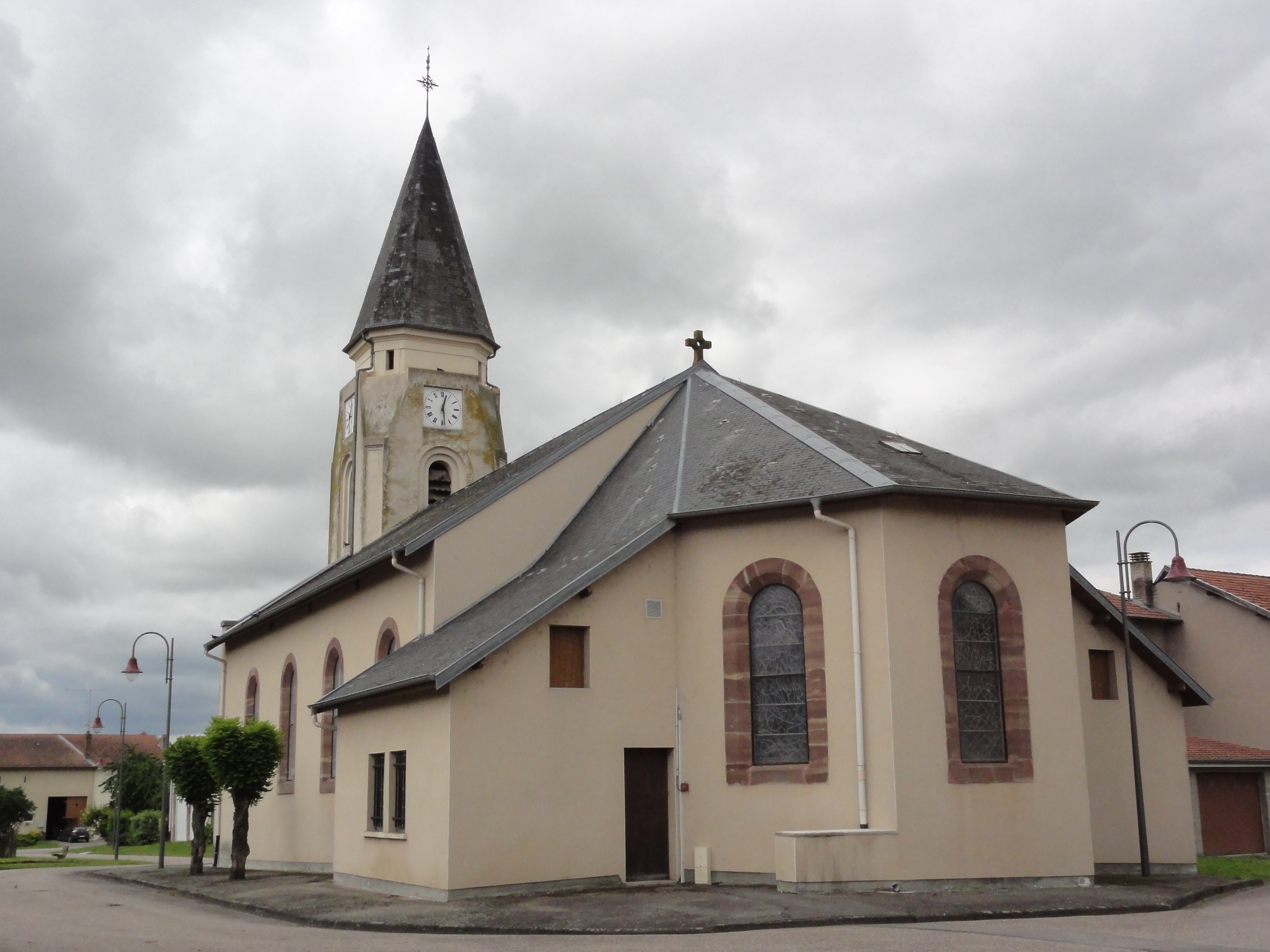
Église Saint-Dié.
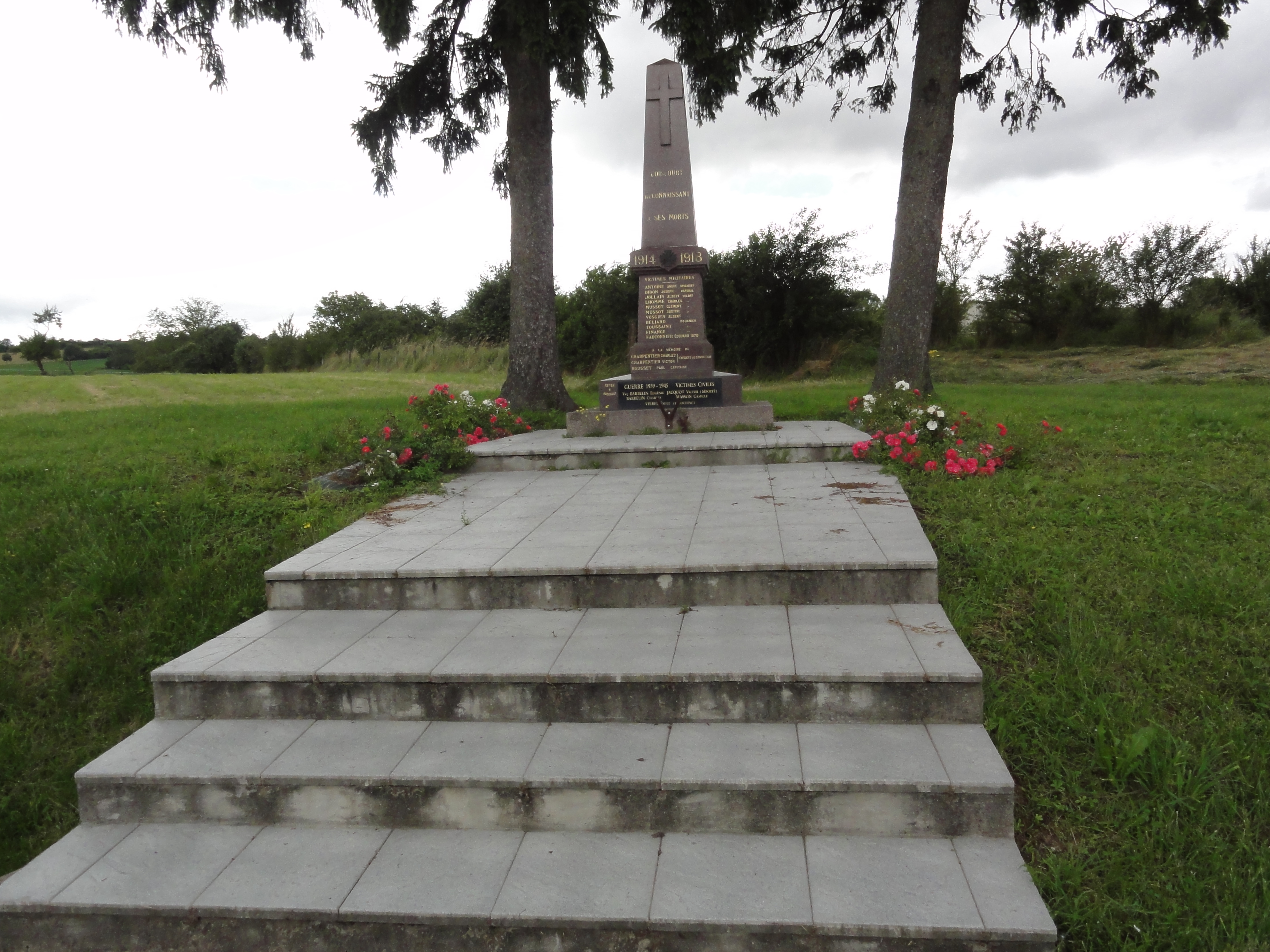
Monument aux morts.
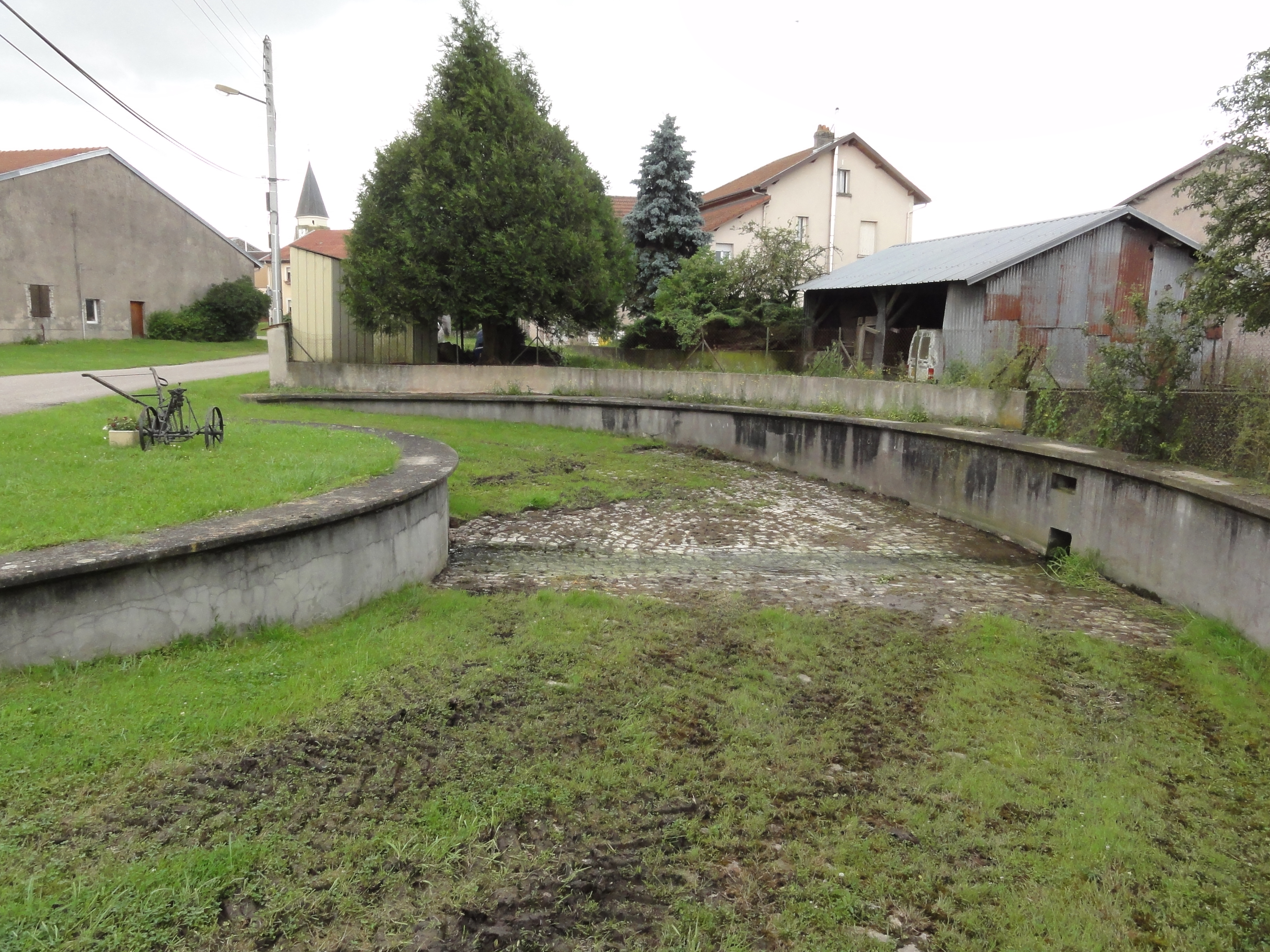
Gayoir.
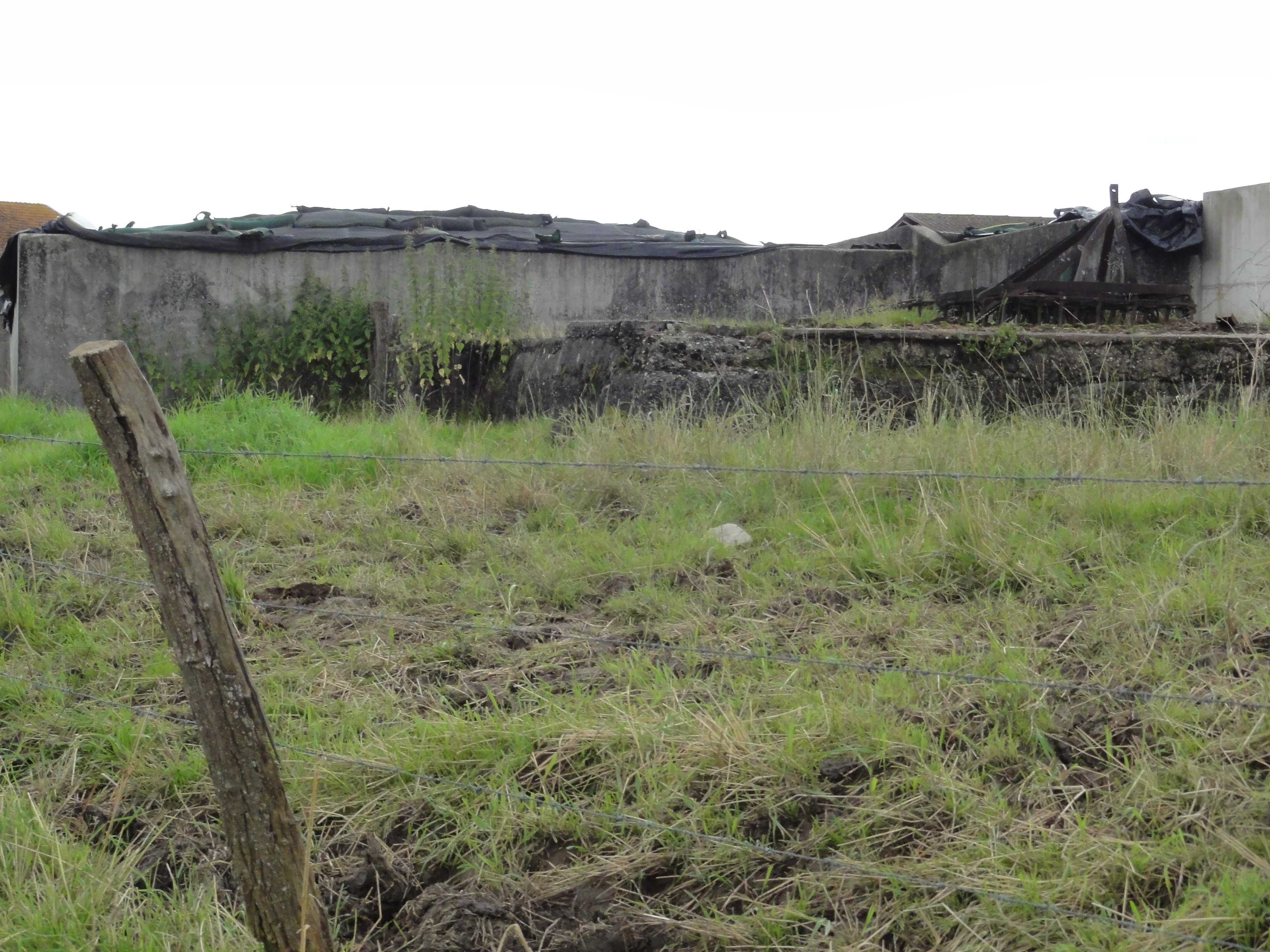
Blockhaus allemand.

### Héraldique
| Blason de Coincourt | Blason  | Blasonnement : de gueules à la crosse d'argent accompagnée de six étoiles d'or, 3 à dextre et 3 à senestre. |
| Blason de Coincourt | Détails | Le statut officiel du blason reste à déterminer.                                                            |